# Il bandito dagli occhi azzurri
Il bandito dagli occhi azzurri (1980) es una película italiana de Alfredo Giannetti, quien fue su director y guionista. 
La película cuenta con un excelente reparto de actores, entre los que se encuentran Franco Nero, Dalila Di Lazzaro, Fabrizio Bentivoglio, Giovanni Lavarone y Pier Franco Poggi.

## Sinopsis
Lorenzo, empleado ejemplar en una sociedad de expansión, tiene una doble vida. Durante el día es un tranquilo empleado, mientras que de noche es un hombre de inquietantes ojos azules en busca de aventuras. Está preparando el golpe de su vida: un robo en la sociedad donde trabaja. El gran día todo sale bien, pero es descubierto por una empleada, y se siente obligado a matarla. Cuando la policía lo descubre, Lorenzo los despista y escapa a Sudamérica.

## Comentario
El director Alfredo Giannetti ha colaborado durante mucho tiempo con Pietro Germi, con el cual ha escrito el guion de la película, así como Divorcio a la italiana, Il ferroviere, Un maldito embrollo y El hombre de paja. El film está lleno de suspense y acción con una magnífica interpretación de Franco Nero y Dalila Di Lazzaro. Cabe destacar la maravillosa banda sonora de Ennio Morricone.